# Nyagara
Nyagara est une ville et une sous-préfecture de Guinée, rattachée à la préfecture de Mamou et à la région de Mamou. 

## Population
En 2016, la localité comptait 13 175 habitants.